# Fort Régent
Le fort Régent est une ancienne forteresse située sur les hauteurs de Saint-Hélier sur l’île de Jersey. Il domine toute la ville ainsi que la baie de Saint-Aubin sur la côte Sud de Jersey.
Le fort Regent est une construction assez moderne. Il fut édifié entre 1806 et 1814. Le fort a été jugé nécessaire parce que les anciennes forteresses, le château de Mont-Orgueil et le château Elizabeth n'étaient plus suffisantes pour défendre l'île contre l'invasion possible des troupes de l'armée napoléonienne. Le fort a été conçu par John Humfrey. Le 24 avril 1814, le fort fut inauguré et nommé en l'honneur du régent d'Angleterre, le futur roi George IV du Royaume-Uni. Quand la construction du fort fut achevée, il n'était déjà plus nécessaire, parce que la menace française avait déjà disparu. L'armée régulière a utilisé ce fort jusqu'en 1932. Durant la Seconde Guerre mondiale, le fort Régent fut utilisé par les troupes d'occupation allemande.
En 1958, les États de Jersey achetèrent le fort Régent.
Dans les années 1970, le fort a trouvé une nouvelle destinée, il est devenu un centre sportif construit à l'intérieur de ses enceintes. Une grande verrière blanche placée au-dessus des vieux murailles recouvre entièrement le centre sportifs et de loisirs. Des promenades ont été aménagées dans l'enceinte du fort Régent pour le public.

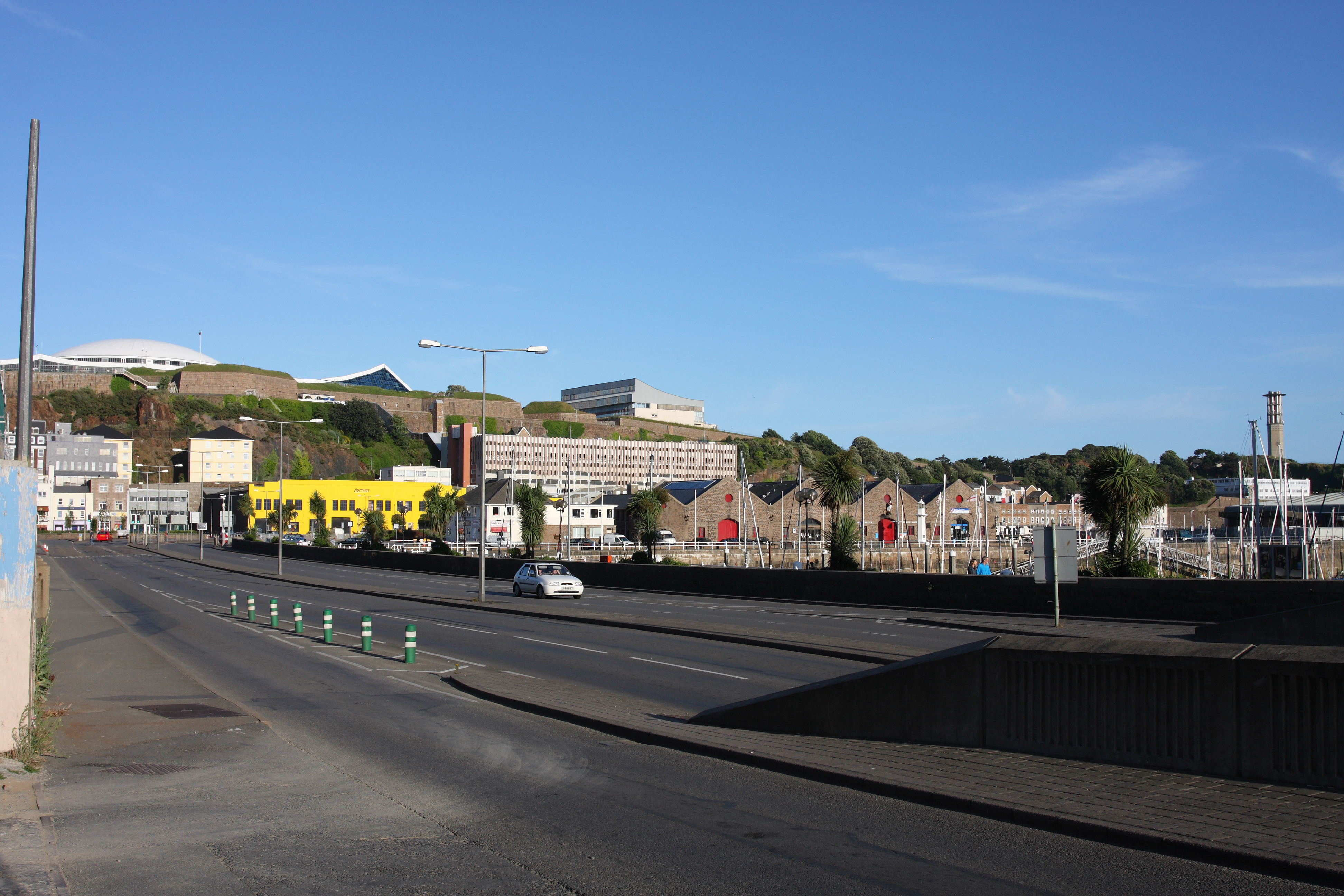
Le fort Régent vue depuis la route de la Libération.

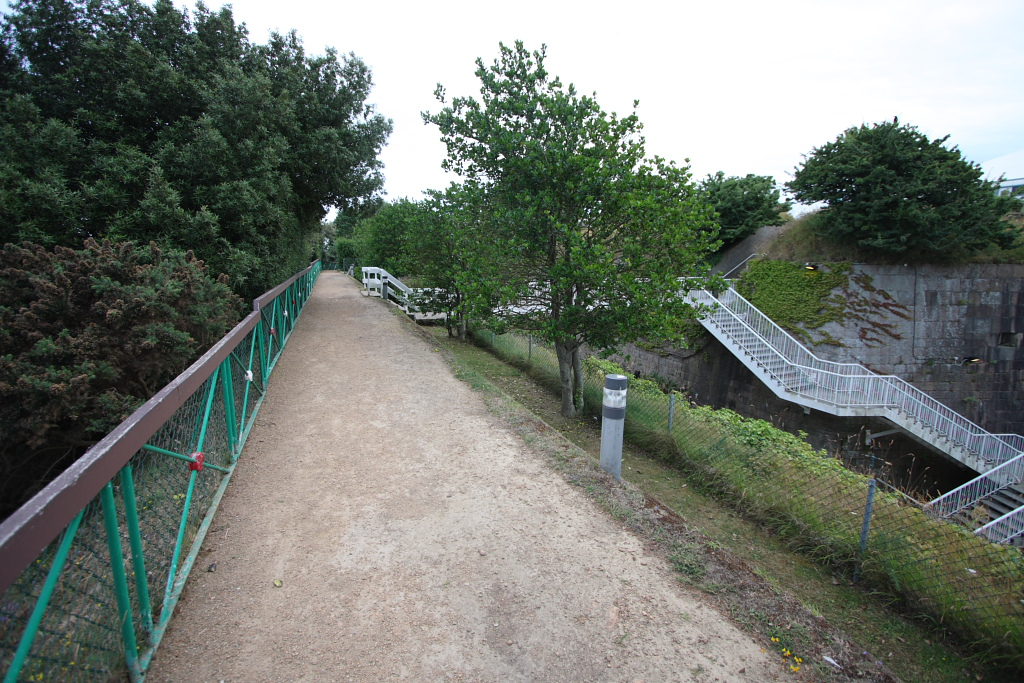
Promenades aménagées à l'intérieur du fort Régent.